# White Knight Chronicles
Pour les articles homonymes, voir Knight.
 (novembre 2019).
Si vous disposez d'ouvrages ou d'articles de référence ou si vous connaissez des sites web de qualité traitant du thème abordé ici, merci de compléter l'article en donnant les références utiles à sa vérifiabilité et en les liant à la section « Notes et références ».
White Knight Chronicles, dénommé Shirokishi Monogatari: Inishie no Kodō au Japon (白騎士物語-古の鼓動-, litt. "White Knight Story: Ancient Heartbeat") est un jeu vidéo de rôle développé par Level-5 conjointement avec SCE Japan Studio, sorti en 2008 sur la console PlayStation 3.
Level-5, qui réalise là son premier jeu PS3, est notamment à l'origine de Rogue Galaxy, Dark Chronicle, Dragon Quest VIII et Jeanne d'Arc.

## Synopsis
L'histoire du jeu debute dans le royaume de Balandor en guerre depuis des années avec le peuple de Faria dans un monde heroic-fantasy. Elle met en scène un jeune homme, Leonard, qui a trouvé un artefact, un Ark pendant l'attaque de la capitale de Balandor par les Magus. Cet artefact lui permet de se transformer en un chevalier blanc (« White Knight »), un chevalier colossal crée dans les temps anciens pour sauver l'humanité.

## Système de jeu
Le jeu propose un système de combat en temps réel avec une vue à la troisième personne. Le joueur contrôle un personnage, les autres sont gérés par l'IA. Il est possible de changer de personnages en cours de combat. Chaque personnage du groupe est jouable et personnalisable à souhait. Comme dans tout RPG, le joueur gagne des points d'expérience, ce qui fait progresser les niveaux de son personnage.
L'aventure solo du jeu se situe autour d'une trentaine d'heures de jeu. Le multijoueur propose toutes sortes de quêtes annexes pouvant doubler voire tripler le temps de jeu.
Le jeu contient un éditeur complet pour créer son avatar : personnage qui est utilisable autant dans le jeu (il/elle accompagne Léonard en permanence) que dans les parties multijoueurs (Personnage principal).

## Personnages
Leonard
Le personnage principal. Employé de la compagnie de vin Rabatch, ce jeune garçon pactisera avec wisel le démon dans l'armure du chevalier blanc et sera confronté à l'organisation des "Magus" à plusieurs reprises.
Yulie
Amie d'enfance de Leonard, c'est en voulant l'aider dans son travail qu'elle se retrouve mêlée à l'aventure. Pour aider Léonard en difficulté, elle pactisera avec Luthia la déesse lunaire en battant Efreet.
Eldore
Ce bretteur d'un certain âge arpente le monde depuis pas mal d'années. Il conseille le groupe de Leonard et poursuit lui aussi les Magus, pour des raisons personnelles...
Cisna
La princesse du royaume de Balandor se fait kidnapper par les Magus au début du jeu, elle ne cessera de se rapprocher de Léonard. Elle serait la réincarnation de la reine Mureas capable de briser les sceaux apposés par le peuple athwan.
Caeser
Il est le fils adoptif du roi de Greed emmené à Greed par un certain Medius.Il obtient l'arche du chevalier dragon contrôlé par Larvayne en protégeant la matriarche des dragons.
Kara
Venue de la ville du désert d'Albana, cette danseuse agit de manière suspecte et semble trouver un intérêt particulier à la quête.
Grazel
Dirigeant secret des Magus il veut rassembler les 5 incorruptus afin de réaliser une ancienne prophétie qui parle d'un éveil final et relancer la guerre dogma. Il serait là réincarnation de l'empereur Madoras. Il signera un pacte avec 
Adolmaea a la fin de la première partie tout comme Madoras en son temps.
Incorruptus du jeu :
1) Wisel le chevalier Blanc
Une armure de 7 mètres de haut abritant Wisel le guerrier blanc. Léonard obtient son contrôle en battant Wisel en combat singulier au début du jeu.
Incantation : O Wizel, White Warrior, Wielder of the Ancient Sword, Grant Me Your Power! Verto!
2) Dinivas le Chevalier Noir
Connu sous le nom d'Ailes d'Ebène, c'est une armure en forme d'aigle humanoïde  abritant le démon Dinivas le guerrier noir. Les magus obtiennent son contrôle avant le début du jeu. Le General Dragias a signé ce pacte 
Incantation : O Dinivas, Deliverer of Dark and Dread, Ruler of the Ancient Shadows, Grant Me Your Power! Verto!
3) Larvayne le chevalier dragon vermillon
Ce chevalier est une armure en forme de dragon. Il abrite Larvayne le serpent vermillon. Son arche est gardée par la matriarche des dragons dans des cavernes près de Greed la ville libre. Caeser est l'actuel possesseur de l'arche
Incantation : O Larvayne, Vermillion Drake, Leveler of Ancient Lands, Grant Me Your Power! Verto!
4) le roi solaire Adolmaea
Cette armure dorée est la plus impressionnante en taille et la plus solide. Seule Falcyos une épée créée par les mages Athwani peut percer son blindage. C'était l'incorruptus personnel de l'empereur Madoras.
Incantation : O Adolmaea, Shining Sovereign, Supreme Light Of The Ancient Skies, Grant Me Your Power! Verto!
5) Luthia la princesse lunaire
Utilisée pendant la guerre Dogma pour commettre des atrocités Luthia demanda au peuple faria de la sceller dans leur arbre sacré (le père Yggdra). Mais Medius cacha son Ark dans les souterrains de Van Haven en prenant soin d'apprendre la localisation sous forme d'un chant à Yulie au village Sinca.
Incantation : O Luthia, Argent Goddess, Beacon of the Ancient Night, Grant Me Your Power! Verto!
Les Magus
Mystérieuse organisation de mages qui orchestre l'enlèvement de la princesse Cisna et cherche à obtenir la puissance des Chevaliers.Ils veulent faire renaître l'empire d'Yshrenia de l'empereur Madoras

## Musique et sons du jeu
White Knight Story utilise des voix off s'exprimant en anglais et en japonais.
Compositeur Tomohito Nishiura